# Joseph Epping
Joseph Epping SJ (* 1. Dezember 1835 in Neuenkirchen; † 22. August 1894 in Schloss Exaten, Niederlande) war ein deutscher Jesuit, Altorientalist und Astronomiehistoriker.

## Leben
Joseph Epping studierte in Münster Mathematik, trat 1859 dem Jesuitenorden bei und war ab 1863 Astronomie- und Mathematikprofessor in der Ordensschule in Maria Laach. 1867 bis 1871 studierte er Theologie und 1870 wurde er zum Priester geweiht. 1872 ging er zur Jesuitenmission nach Ecuador, wo er Mathematikprofessor am Nationalen Polytechnikum in Quito (heute: Escuela Politécnica Nacional) war. Nach der Vertreibung der Jesuiten aus Ecuador 1876 ging er an die Ordensschule in Schloss Blijenbeek in den Niederlanden. Dort traf er den Altorientalisten und Jesuiten Johann Strassmaier, der ihn in die Bearbeitung der von ihm im Britischen Museum kopierten mathematischen astronomischen Keilschrifttexte einbezog. 1881 erfolgte ihre erste gemeinsame Veröffentlichung und sie veröffentlichten auch weiter zusammen, nachdem Strassmaier 1884 wieder nach London ging. Im selben Jahr wurde Epping Lehrer in der Jesuitenhochschule auf Schloss Exaten bei Roermond, wo deutsche Jesuitengelehrte während des Kulturkampfes im Exil lebten. 
Epping gilt als der Begründer des Studiums mathematischer astronomischer Keilschrifttexte, fortgesetzt in Deutschland durch Franz Xaver Kugler, Johann Schaumberger und Otto Neugebauer.
Er war Mitglied der Leopoldina.

## Schriften (Auswahl)
- Der Kreislauf im Kosmos. Herder, Freiburg 1882 Digital. Digitalisat
- mit Johann Strassmaier: Astronomisches aus Babylon, oder das Wissen der Chaldäer über den gestirnten Himmel. Herder, Freiburg 1889 Digital.
- Aufsätze (teilweise mit Johann Strassmeier) in Stimmen aus Maria Laach, Band 21 (1881) bis Band 39 (1890) und in der Zeitschrift für Assyriologie Band 4 (1889) bis 8 (1893).